# Volodímir Groisman
Volodímir Borísovich Groisman o a veces transcrito como Volodímir Borísovich Hroisman (en ucraniano: Володимир Борисович Гройсман; en yidis: וואָלאָדימיר באָריסאָוויטש גרויסמאַן‎; n. Vínnitsa, RSS de Ucrania, Unión Soviética 20 de enero de 1978) es un político ucraniano.
Inició su carrera en 2002 como miembro del partido Conciencia de Ucrania, con el que llegó a ser alcalde de su ciudad entre 2005 y 2014.
Tras ese último año, se cambió de partido uniéndose al Bloque Petró Poroshenko y entró en el Gobierno de Yatseniuk como ministro de Desarrollo Regional, Construcción y Vida Comunitaria y Vice primer ministro de política regional y diputado.
Desde el 27 de noviembre de 2014, tras ser elegido mediante votación ejerció como presidente de la Rada Suprema hasta el 14 de abril de 2016.

## Inicios
Nacido en el seno de una familia de tradición judía, en la ciudad ucraniana de Vínnitsa el día 20 de enero de 1978, durante la época de la Unión Soviética.
Se formó en primaria y secundaria en un colegio e instituto de su ciudad y a la edad de 16 años, ya comenzó a trabajar como director comercial de una pequeña empresa privada llamada "OKO" y seguidamente también ocupó el mismo puesto en otra empresa llamada "Youth".

## Carrera política

### Alcalde
Cuando era joven entró en el mundo de la política como miembro del partido Conciencia de Ucrania. Tras las elecciones locales de 2002, fue elegido miembro del Consejo municipal de su ciudad natal, Vínnitsa, por el distrito número 29.
En el Ayuntamiento estuvo trabajando como jefe adjunto del Comité Permanente de Derechos Humanos, Legalidad, Actividades municipales y Ética.
Y al mismo tiempo en 2003, se graduó por la Academia Interregional de Gerencia del Personal de Kiev, con una especialidad en Jurisprudencia.
El día 25 de noviembre de 2005, en sucesión de Oleksandr Dombrovskyi, fue elegido como nuevo jefe del Consejo de la ciudad y Alcalde en funciones. Seguidamente el 26 de marzo de 2006 durante las elecciones locales, al presentarse como principal candidato fue elegido oficialmente en el cargo, convirtiéndose en el alcalde más joven de todo el país. En las siguientes elecciones del 10 de octubre de 2010, fue reelegido como candidato de su partido y como alcalde, recibiendo un gran apoyo de los ciudadanos con un 77,81% de los votos.
Durante la legislatura al mismo tiempo, en 2010 se graduó en Administración pública con especialización en gestión de desarrollo de la comunidad, especialmente en la gestión a nivel local y regional por la Academia Nacional de Administración del Estado de Kiev y además fue elegido como vicepresidente de la Asociación de Ciudades de Ucrania y de la Sociedad de Asuntos legales.

### Ministro del Gobierno
En el 2014 dejó la alcaldía de Vínnitsa y el partido Conciencia de Ucrania y se unió al recién creado Bloque Petró Poroshenko, centrándose así en la política nivel nacional. Pasó a formar parte del gabinete del Gobierno de Yatseniuk, presidido por los recién elegidos: el primer ministro Arseni Yatseniuk y el presidente Oleksandr Turchínov que al poco tiempo pasó a serlo Petró Poroshenko.
El día 27 de febrero ocupó su primer cargo en el gobierno, tras ser nombrado ministro de Desarrollo Regional, Construcción y Vida Comunitaria, vice primer ministro de política regional y diputado del parlamento "Rada Suprema".
Durante ese tiempo la coalición parlamentaria que apoya al gobierno central se derrumbó el 24 de julio y ese mismo día el primer ministro Arseni Yatseniuk anunció que renunciaba inmediatamente a su cargo, lo que puso un día después a Volodímir Groisman como el candidato para sucederlo, pero sin embargo el 31 de julio mediante votación el parlamento se negó a la renuncia de Yatseniuk, ya que solo 16 de los 450 diputados votaron a favor de su renuncia, lo que lo obligó a continuar en el cargo.

### Presidente de la Rada Suprema
En las elecciones parlamentarias de 2014, se presentó por su circunscripción electoral y fue en el puesto número 10 de las listas del Bloque Petró Poroshenko, con lo que logró oficialmente un escaño de diputado de la Rada Suprema. 
Y el día 27 de noviembre, durante la primera sesión de la nueva legislatura se postuló para presidir el parlamento y al recibir 359 votos a favor de los diputados que apoyaron su nombramiento, ejerció como presidente de la Rada Suprema hasta el 14 de abril de 2016.

### Primer Ministro de Ucrania
Ejerció como Primer Ministro de Ucrania desde el 14 de abril de 2016 hasta el 29 de agosto de 2019.

## Vida privada
Volodímir Groisman está casado y tiene dos hijas y un hijo.

## Premios y condecoraciones
| Distinción                                                                      | Lugar                |
| Medalla del Tercer grado de la Orden al Mérito                                  | Ucrania              |
| Medalla del Segundo grado de la Orden al Mérito                                 | Ucrania              |
| Cruz de Comendador de 3ª Clase de la Orden al Mérito de la República de Polonia | República de Polonia |